# Grand Prix Formule 1 van Duitsland 1956
De Grand Prix Formule 1 van Duitsland 1956 werd gehouden op 5 augustus op de Nordschleife van de Nürburgring in Nürburg. Het was de zevende race van het seizoen.

## Uitslag
| Pos. | Nr. | Coureur                          | Constructeur | Rondes | Tijd / Oorzaak uitval | Grid | Punten |
| ---- | --- | -------------------------------- | ------------ | ------ | --------------------- | ---- | ------ |
| 1    | 1   | Juan Manuel Fangio               | Ferrari      | 22     | 3:38:43.7             | 1    | 9S     |
| 2    | 7   | Stirling Moss                    | Maserati     | 22     | +46.4                 | 4    | 6      |
| 3    | 6   | Jean Behra                       | Maserati     | 22     | +7:38.3               | 8    | 4      |
| 4    | 20  | Paco Godia                       | Maserati     | 20     | +2 Rondes             | 16   | 3      |
| 5    | 15  | Louis Rosier                     | Maserati     | 19     | +3 Rondes             | 14   | 2      |
| DSQ  | 21  | Bruce Halford                    | Maserati     | 20     | Gediskwalificeerd     | 11   |        |
| NC   | 22  | Ottorino Volonterio              | Maserati     | 16     | +6 Rondes             | 19   |        |
| DNF  | 11  | André Milhoux                    | Gordini      | 15     | Motor                 | 21   |        |
| DNF  | 5   | Alfonso de Portago Peter Collins | Ferrari      | 14     | Ongeluk               | 10   |        |
| DNF  | 18  | Luigi Villoresi                  | Maserati     | 13     | Motor                 | 20   |        |
| DNF  | 12  | Harry Schell                     | Maserati     | 13     | Oververhitting        | 12   |        |
| DNF  | 4   | Luigi Musso Eugenio Castellotti  | Ferrari      | 11     | Ongeluk               | 5    |        |
| DNF  | 2   | Peter Collins                    | Ferrari      | 8      | Brandstoflek          | 2    |        |
| DNF  | 3   | Eugenio Castellotti              | Ferrari      | 5      | Elektrisch probleem   | 3    |        |
| DNF  | 8   | Umberto Maglioli                 | Maserati     | 3      | Stuurfout             | 7    |        |
| DNF  | 19  | Horace Gould                     | Maserati     | 3      | Oliedruk              | 13   |        |
| DNF  | 16  | Roy Salvadori                    | Maserati     | 2      | Ophanging             | 9    |        |
| DNF  | 10  | Robert Manzon                    | Gordini      | 0      | Ophanging             | 15   |        |
| DNF  | 14  | Giorgio Scarlatti                | Ferrari      | 0      | Motor                 | 17   |        |
| DNS  | 8   | Cesare Perdisa                   | Maserati     |        | Ongeluk               | 6    |        |
| DNS  | 11  | André Pilette                    | Gordini      |        | Ongeluk               | 18   |        |
| DNS  | 18  | Luigi Piotti                     | Maserati     |        |                       |      |        |

## Statistieken
| Pole-position | Juan Manuel Fangio | Ferrari | 9:51.2 |
| Snelste ronde | Juan Manuel Fangio | Ferrari | 9:41.6 |

## Noot
- Dit was het debuut voor de Belgische coureur André Milhoux.
- Dit was de vijfde Grand Slam voor Juan Manuel Fangio en voor een Argentijnse coureur.

1931 · 1932 · 1934 · 1935 · 1936 · 1937 · 1938 · 1939 · 1951 · 1952 · 1953 · 1954 · 1956 · 1957 · 1958 · 1959 · 1961 · 1962 · 1963 · 1964 · 1965 · 1966 · 1967 · 1968 · 1969 · 1970 · 1971 · 1972 · 1973 · 1974 · 1975 · 1976 · 1977 · 1978 · 1979 · 1980 · 1981 · 1982 · 1983 · 1984 · 1985 · 1986 · 1987 · 1988 · 1989 · 1990 · 1991 · 1992 · 1993 · 1994 · 1995 · 1996 · 1997 · 1998 · 1999 · 2000 · 2001 · 2002 · 2003 · 2004 · 2005 · 2006 · 2008 · 2009 · 2010 · 2011 · 2012 · 2013 · 2014 · 2016 · 2018 · 2019